# Klenov (Pluhův Žďár)
Klenov (německy Klenau) je malá vesnice, část obce Pluhův Žďár v okrese Jindřichův Hradec v Jihočeském kraji. Nachází se asi tři kilometry jižně od Pluhova Žďáru. V roce 2011 zde trvale žilo 117 obyvatel.
Klenov je také název katastrálního území o rozloze 5,17 km².

## Historie
Osada Klenov byla založena před rokem 1200. Za zakladatele a původní majitele jsou považováni klenovští vladykové. První písemná zmínka o vesnici pochází z roku 1294 a nachází se v listině Oldřicha II. z Hradce, kterou zajišťoval věno své manželce Mechtildě.
Klenovští vladykové snad dále vlastnili část vesnice. Od konce čtrnáctého století náležel zřejmě celý Klenov (spolu s Kardašovou Řečicí) pánům z Hradce, tj. k jindřichohradeckému panství. Koncem roku 1400 část výnosů z Klenova věnovali páni z Hradce jimi založenému špitálu v Jindřichově Hradci.
V roce 1693 bylo řečické panství, jehož součástí byl i Klenov, odděleno od panství jindřichohradeckého. Povinnosti odvádět platy a robotu hradeckému špitálu části vsi zůstaly. Obyvatelé Klenova připadli pod jednu správu teprve 14. listopadu 1760, kdy tehdejší majitel panství baron Jungwirth vykoupil „sedm sedláků a čtyři chalupníky klenovské, kteří do té doby platili úroky hradeckému špitálu svatého Jana Křtitele, ač robotou a poddanstvím patřili už od roku 1693 k panství řečickému“.

## Obyvatelstvo
| Rok            | 1869 | 1880 | 1890 | 1900 | 1910 | 1921 | 1930 | 1950 | 1961 | 1970 | 1980 | 1991 | 2001 | 2011 | 2021 |
| -------------- | ---- | ---- | ---- | ---- | ---- | ---- | ---- | ---- | ---- | ---- | ---- | ---- | ---- | ---- | ---- |
| Počet obyvatel | 264  | 237  | 221  | 207  | 231  | 241  | 211  | 169  | 154  | 144  | 157  | 134  | 124  | 117  | 92   |
| Počet domů     | 39   | 40   | 40   | 40   | 41   | 41   | 40   | 39   | 40   | 37   | 38   | 48   | 48   | 48   | 48   |

## Obecní správa
Při sčítání lidu v letech 1850–1920 Klenov byl osadou obce Pohoří v okrese Třeboň. V letech 1921–1979 byl samostatnou obcí, se kterým patřil nejprve do okresu Třeboň, ale od roku 1950 v okrese Jindřichův Hradec. Od 1. ledna 1980 je částí obce Pluhův Žďár v okrese Jindřichův Hradec. Od 26. listopadu 1971 do 31. prosince 1979 k obci patřily Plasná a Pohoří.

## Doprava
Do vesnice zajíždí z Kardašovy Řečice autobusová linka č. 340180 ČSAD Jindřichův Hradec.

## Pamětihodnosti
Na návsi stojí pomník obětem první světové války, postavený v roce 1924 z peněz, vybraných občany. Na vršku nad návsí stojí kaple svatého Jana Nepomuckého, která byla postavena v roce 1833. Po cestě k sousední obci Pohoří jsou stavení bývalého Dolního mlýna (čp. 28), který roku 1647 povolil postavit majitel panství hrabě Adam Pavel Slavata. Nad vesnicí se nachází Špitálský rybník. Kolem něj vede polní cesta k samotě U Vojtů a dále ke klenovským lesům.

### Kaple svatého Jana Nepomuckého

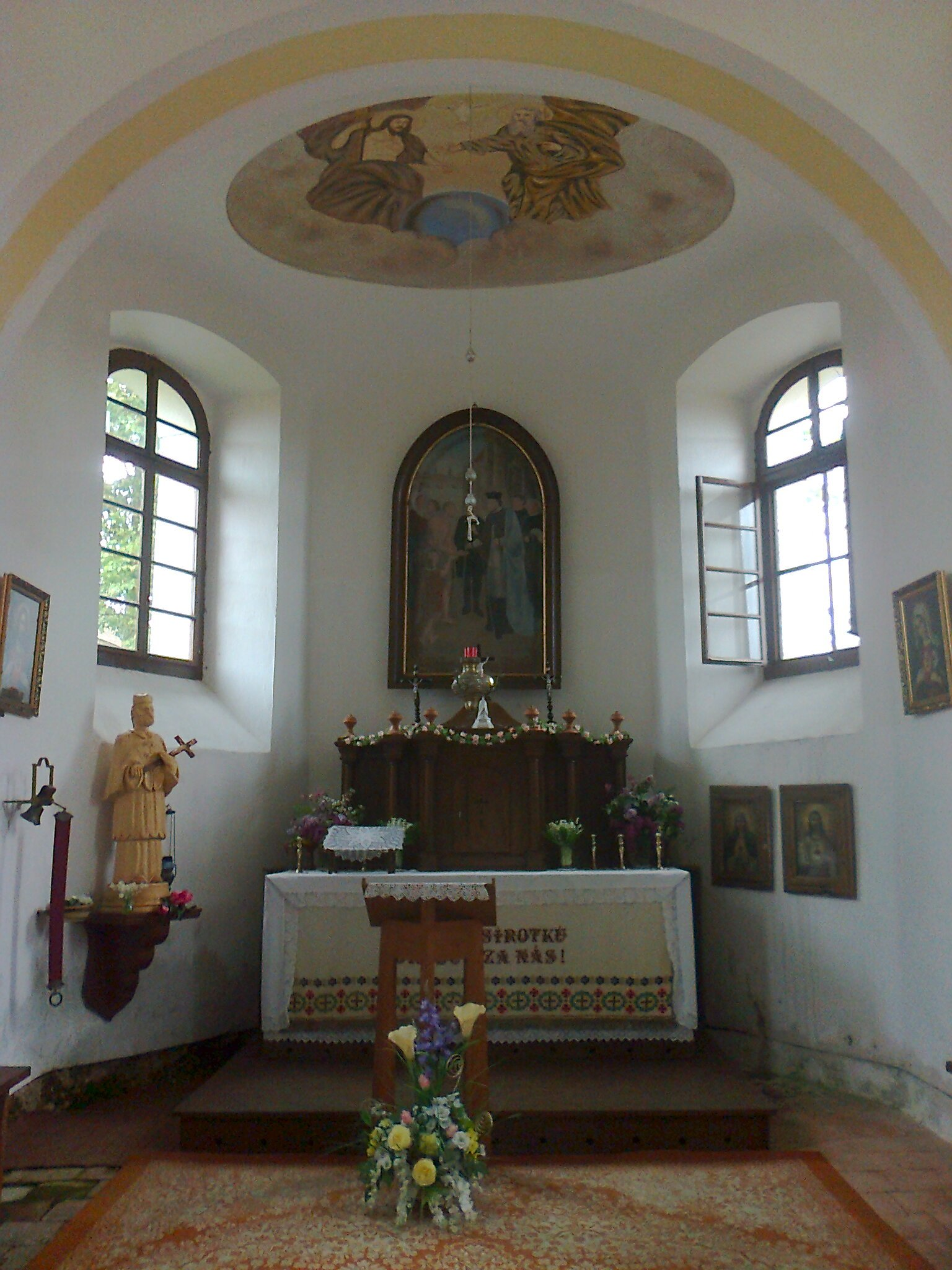
Interiér kaple

Památkově chráněná návesní kaple je zasvěcena svatému Janu Nepomuckému. Jednoduchá jednolodní stavba s věží při západním průčelí má polygonální kněžiště. Na sedlové střeše lodi je tašková krytina, věž je pokrytá měděným plechem. Průčelí je členěno nárožními pilastry, a na ně navazující hlavní římsou. Okna jsou orámována štukovými rámy. Fasáda věže je členěna pilastry a páskovými římsami, pod krovem je umístěno profilované kladí. Dovnitř vede portál s kamenným ostěním v přízemí věže. Okna ve věži mají stejné členění jako loď. Strop v interiéru lodi je zaklenut klenbami, tzv. českými plackami, oddělenými pasy, v části chóru nad oltářem je klenba tzv. koncha. V západní části (nad vchodem do kaple) je umístěna zděná kruchta, přístupná schodištěm zvenku. Na oltáři je obraz svatého Jana Nepomuckého, udílejícího almužnu.[nenalezeno v uvedeném zdroji] Svými stavebními prvky se řadí mezi pozdně barokní kaple. V letech 2019–2021 proběhly opravy kaple. V kapli byla opravena podlaha a vybudován odvod dešťových vod, provedena opatření proti pronikání zemní vlhkosti do objektu. Dále byla provedena výměna střešního pláště kaple i věže, oprava schodů na kruchtu, oprava omítek.

### Kříže

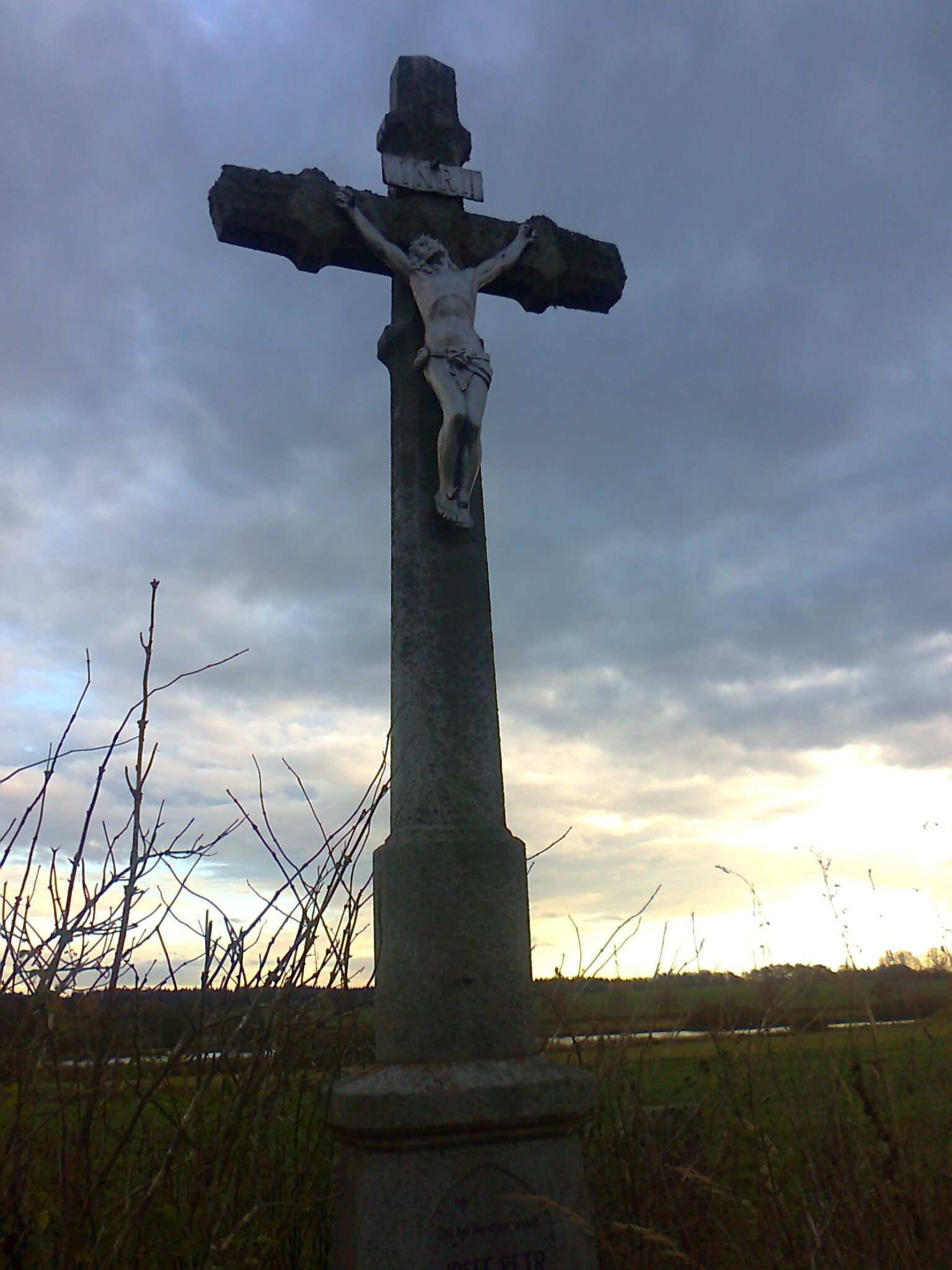
Kamenný kříž

V Klenově byly postaveny čtyři kříže. Dva kříže stojí v místech na začátku, a na konci obce, další u kaple, čtvrtý v polích.
- U příjezdu do vsi, směrem od Kardašovy Řečice je umístěn kovový kříž obdélníkového půdorysu (kamenná patka 0,6 × 0,5 metru), o výšce tři metry, s nápisem „Nákladem obce Klenovské“, datován rokem 1862.[16]
- Kříž na východní straně vesnice stojí na soukromém pozemku a je nepřístupný.
- U kaple, v místě před jejím vchodem, stojí kovový kříž obdélníkového půdorysu (kamenná patka 0,6 × 0,6 metru), o výšce tři metry, s nápisem „Pozdraven buď Pán Ježíš Kristus“.[17]
- V polích za Klenovem, nad rybníkem zvaným Špitálský, byl postaven kamenný kříž s patkou o půdorysu 1 × 1 metru, výšce 5,5 metru a s nápisem „Zde byl bleskem zabit Josef Petr II. července 1893 V 29. ROCE SVÉM“.[18]